# 滇北蒲公英
滇北蒲公英（学名：Taraxacum suberiopodum），为菊科蒲公英属下的一个植物种。